# Gardon de Sainte-Croix
Der Gardon de Sainte-Croix ist ein Fluss in Frankreich, der im Département Lozère in der Region Okzitanien verläuft. Er entspringt unter dem Namen Valat de Baumoleirou im Nationalpark Cevennen, an der Gemeindegrenze von Le Pompidou und Vebron, entwässert auf den ersten Kilometern in nordwestlicher Richtung, dreht aber bald auf Südost, durchströmt das Vallée Française genannte Tal und mündet nach insgesamt rund 28 Kilometern knapp unterhalb des Weilers Le Martinet im Gemeindegebiet von Saint-Étienne-Vallée-Française als rechter Nebenfluss in den Gardon, der sich in diesem Abschnitt Gardon de Mialet nennt.

## Orte am Fluss
(Reihenfolge in Fließrichtung)
- Biasses, Gemeinde Molezon
- Sainte-Croix-Vallée-Française
- Le Clautrier, Gemeinde Moissac-Vallée-Française
- Le Martinet, Gemeinde Saint-Étienne-Vallée-Française